# Olexandr Zaskalko
Olexandr Ivanovych Zaskalko –en ucraniano, Олександр Іванович Заскалько– (Dnipropetrovsk, URSS, 15 de abril de 1967) es un deportista ucraniano que compitió para la URSS en remo.
Ganó cuatro medallas en el Campeonato Mundial de Remo entre los años 1993 y 1999.
Participó en tres Juegos Olímpicos de Verano, ocupando el cuarto lugar en Seúl 1988, el séptimo en Atlanta 1996 y el sexto en Sídney 2000, en la prueba de cuatro scull.

## Palmarés internacional
| Representando a Ucrania |                               |                   |              |
| Campeonato Mundial      |                               |                   |              |
| Año                     | Lugar                         | Medalla           | Prueba       |
| 1993                    | Račice (República Checa)      | Medalla de plata  | Cuatro scull |
| 1994                    | Indianápolis (Estados Unidos) | Medalla de plata  | Cuatro scull |
| 1997                    | Aiguebelette (Francia)        | Medalla de bronce | Cuatro scull |
| 1999                    | St. Catharines (Canadá)       | Medalla de plata  | Cuatro scull |